# Zkara
Gli Zkara o Izkrawiyen (in berbero : ⵉⵣⴽⵔⴰⵡⵉⵢⵏ Izakrawiyen, in arabi : نشاطيون Nachatiyoun) sono una tribù berbera zenata stabilita nella regione nord-orientale del Marocco, nella regione orientale, a 25 km a sud-ovest di Oujda, nel Comune di Mestferki, non lontano dal confine tra Marocco e Algeria. Questo nome non è esclusivo per loro.